# Berke-Talsperre
Die Berke-Talsperre (türkisch Berke Barajı) ist eine Talsperre mit einer 201 Meter hohen Bogenstaumauer im Süden der Türkei in den Provinzen Osmaniye und Kahramanmaraş, die den Fluss Ceyhan zum Zweck der Energiegewinnung aufstaut. Das Wasserkraftwerk in einer Kaverne verfügt über drei 172 MW-Francis-Turbinen. Das Regelarbeitsvermögen beträgt 1672 GWh im Jahr. 
Die Staumauer ist mit bewehrtem Beton und zwei „Erdbebengürteln“ gegen Erdbeben besonders verstärkt worden. Sie ist die höchste Bogenstaumauer in der Türkei, wurde von 1991 bis 2001 gebaut und 2002 in Betrieb genommen. An der Planung war unter anderem Coyne & Bellier beteiligt.
Flussaufwärts liegt die Sır-Talsperre, flussabwärts die Aslantaş-Talsperre.